# GNU C Library

GNU C Library

GNU C Library (glibc) je standardní knihovna jazyka C vyvíjená v rámci projektu GNU. Původně byla napsána nadací Free Software Foundation pro operační systém GNU. Na vývoj od roku 2001 dohlíží komise v čele s Ulrichem Drepperem ze společnosti Red Hat. Knihovna je uvolněna pod GNU Lesser General Public License, čili glibc je svobodný software.

## Použití a funkcionalita
Knihovna glibc je používána v operačních systémech, které běží na různých jádrech a různých hardwarových architekturách. Nejběžněji se používá v systémech s linuxovým jádrem na platformě x86, ale oficiálně podporuje x86, Motorola 680x0, DEC Alpha, PowerPC, ARM, ETRAX CRIS, S/390 a SPARC. Oficiálně také podporuje jádra Hurd a Linux, nicméně záplatované (anglicky patched [pæčd]) verze běží na jádrech FreeBSD a NetBSD. V upravené verzi je také používána jako libroot na systémech BeOS a Haiku.
glibc implementuje funkcionalitu požadovanou standardy Single UNIX Specification, POSIX (1c, 1d a 1j) a z části ISO C99, rozhraní Berkeley Unix (BSD), System V Interface Definition (SVID) a X/Open Portability Guide (XPG). glibc poskytuje také různá rozšíření, která mohou být užitečná pro vývoj systému GNU.

## Kritika a alternativy
Knihovna glibc byla kritizována za svou přílišnou velikost („nafouklost“) a pomalost (například Linusem Torvaldsem a vývojáři vestavěných systémů). Z tohoto důvodu vzniklo několik alternativních implementací, např. dietlibc, uClibc, Newlib, klibc a EGLIBC. I přesto používá glibc mnoho zařízení z důvodu podpory aplikacemi a kompatibility, například projekt Openmoko.